# Antoun Saadeh
Antoun Saadeh (em árabe: أنطون سعادة, translit. ʾAnṭūn Saʿādah; 1 de março de 1904 - 8 de julho de 1949) foi um político, sociólogo, filósofo e escritor libanês que fundou o Partido Social Nacionalista Sírio.

## Início de vida
Saadeh nasceu em 1904 em Dhour El Choueir, Monte Líbano. Ele era filho de um médico cristão ortodoxo libanês, Khalil Saadeh e Naifa Nassir Khneisser. Seu pai era um intelectual e autor nacionalista sírio, que foi descrito como "um escritor prolífico e polímata, cujas obras abrangem os campos da política, literatura, jornalismo e tradução." Completou seus estudos primários em sua cidade natal e continuou seus estudos no Lycée des Frères no Cairo, voltando para o Líbano com a morte de sua mãe. No final de 1919, Saadeh imigrou para os Estados Unidos, onde residiu por aproximadamente um ano com seu tio em Springer, Novo México. Em fevereiro de 1921, mudou-se para o Brasil. Em 1924, Saadeh fundou uma sociedade secreta para unificar a Síria Natural. Esta sociedade foi dissolvida no ano seguinte. A Síria Natural, de acordo com Saadeh, incluía o Levante, Palestina, Transjordânia, Líbano, Síria, Iraque e partes do sul da Turquia. Seu conceito de Síria incluía todos os grupos religiosos, étnicos e linguísticos dessa região. Durante sua estadia no Brasil, Saadeh aprendeu alemão e russo. Por fim, ele se tornou um poliglota fluente em sete idiomas: Árabe, Inglês, Português, Francês, Alemão, Espanhol e Russo.

## Carreira

### Atividade no Líbano
Em julho de 1930, ele voltou ao Líbano. Em 1931, Saadeh trabalhou no jornal diário Al-Ayyam; depois, em 1932, lecionou alemão na Universidade Americana de Beirute.
Em 16 de novembro de 1932, Saadeh fundou secretamente o Partido Social Nacionalista Sírio. Três anos depois, a existência do partido foi proclamada e Saadeh foi preso e condenado a seis anos de prisão. Durante seu confinamento, ele escreveu seu primeiro livro, "A Ascensão das Nações". Em novembro do mesmo ano, foi solto da prisão, mas em março de 1937, foi preso novamente. Durante o tempo que passou na prisão, ele escreveu seu terceiro livro, "A Ascenção da Nação Síria", mas seu manuscrito foi confiscado e as autoridades se recusaram a devolvê-lo a ele.

### Atividade no exílio
Ele foi libertado da prisão no final de maio de 1937. Em novembro de 1937, Saadeh fundou o jornal Al-Nahdhah. Saadeh liderou o partido até 1938. Então, pela segunda vez, ele deixou o país para estabelecer filiais do partido nas comunidades libanesas da América do Sul. Saadeh foi para o Brasil e fundou o jornal "Nova Síria". Logo depois, ele foi preso pelas autoridades coloniais francesas e passou dois meses na prisão. Em 1939, com a eclosão da Segunda Guerra Mundial, Saadeh mudou-se para a Argentina, onde permaneceu até 1947. Na Argentina, Saadeh continuou suas atividades. Em 1943, Saadeh se casou com Juliette Al-Mir e teve três filhas com ela. O tribunal colonial francês condenou-o à revelia a vinte anos de prisão.

### Retorno ao Líbano e execução
Saadeh voltou ao Líbano em 1947, após a independência do país da França. Em 4 de julho de 1949, o partido declarou uma revolução no Líbano em retaliação a uma série de provocações violentas encenadas pelo governo do Líbano contra membros do partido. A revolta foi reprimida e Saadeh viajou para Damasco para se encontrar com Husni al-Za'im, o presidente da Síria na época, que havia concordado em apoiá-lo anteriormente. No entanto, ele foi entregue por al-Zai'm às autoridades libanesas. Saadeh e de seus seguidores foram julgados por um tribunal militar libanês e executados por um pelotão de fuzilamento. A captura, julgamento e execução aconteceu em menos de 48 horas.. De acordo com Adel Beshara, foi e ainda é o julgamento mais curto e secreto dado a um infrator político. 

### Partido Social Nacionalista Sírio

Bandeira do PSNS

O símbolo "Zawbaa" (redemoinho) é um glifo que combina o crescente muçulmano e a cruz cristã, derivado da arte mesopotâmica.  
Simboliza o sangue derramado pelos mártires que faz girar a roda da história, dissipando a escuridão circundante (representando o sectarismo, a ocupação otomana e a opressão colonial que se seguiu). Dentro do partido, Saadeh ganhou um culto à personalidade, sendo nomeado líder vitalício do partido. No entanto, de acordo com Haytham, Saadeh afirmou que o fascismo europeu não o influenciou. Haytham afirma que a ideologia social nacionalista síria de Saadeh visava fins opostos; em contraste com o nacional-socialismo, o social nacionalismo se baseia em uma entidade social dinâmica (que é composta por muitos elementos, da religião à língua, cultura, história, necessidade e principalmente interação humana) definindo sua identidade nacional e não a imposição de uma identidade ideal (por exemplo, cabelos loiros, olhos azuis). 
Saadeh via o Social Nacionalismo, sua versão do nacionalismo, como uma ferramenta para transformar a sociedade tradicional em uma sociedade dinâmica e progressiva. Ele também se opôs à colonização que dividiu a Grande Síria em diversos subestados. A secularização desempenhou um papel importante em sua ideologia. Ele leva a secularização para além dos aspectos sócio-políticos da questão em suas dimensões filosóficas.

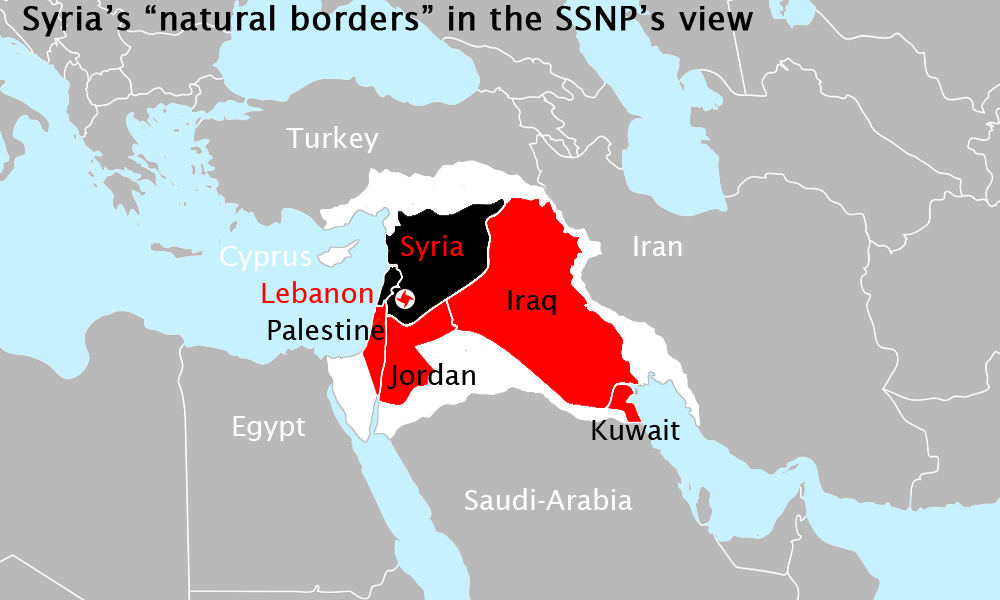
Conforme previsto por Saadeh e o PSNS, a "Síria Natural" inclui a Síria moderna, Líbano, Palestina, Jordânia, Iraque, Kuwait, Chipre, a Península do Sinai, a região de Ahvaz do Irã e a região de Cilícia da Anatólia

Saadeh rejeitou o pan-arabismo (a ideia de que os falantes da língua árabe formam uma única nação unificada) e defendeu a criação do estado da Nação Síria Unida ou Síria Natural, abrangendo a Crescente Fértil, constituindo uma pátria síria que "estende-se desde os Montes Tauro no noroeste e a Cordilheira de Zagros no nordeste até o Canal de Suez e o Mar Vermelho no sul, incluindo a ilha de Chipre). Saadeh rejeitou tanto a língua quanto a religião como características definidoras de uma nação e argumentou que as nações se desenvolvem por meio do desenvolvimento comum de pessoas que habitam uma região geográfica específica. Assim, ele foi um forte oponente do nacionalismo árabe e do pan-islamismo. Ele argumentou que a Síria era histórica, cultural e geograficamente distinta do resto do mundo árabe. Ele traçou a história síria como uma entidade distinta desde os fenícios, cananeus, assírios, babilônios etc. e argumentou que o sirianismo transcendia as distinções religiosas.
O próprio Saadeh negou essas alegações de suposta ideologia nacional-socialista e fascista de seu partido. Durante um discurso de 1935, Saadeh disse: "Quero aproveitar esta oportunidade para dizer que o sistema do Partido Social Nacionalista Sírio não é nem hitlerista nem fascista, mas puramente social nacionalista. Não se baseia em uma imitação inútil, mas é o resultado de uma invenção autêntica – que é uma virtude do nosso povo”. 

## Ideologia

### Filosofia

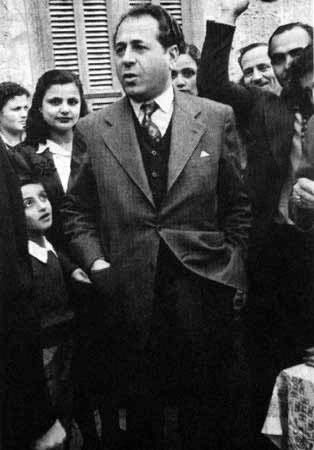
Saadeh no Líbano

Saadeh tinha uma noção holística da ciência, pois acreditava que: "o conhecimento é aquele que gira em torno da interação do eu com as condições físicas circundantes" e era contra o reducionismo epistemológico, considerando que "o eu desempenha um papel ativo na criação das condições que transformam as coisas em objetos de conhecimento. Como um eu social, esse eu é o produto de várias dinâmicas – mente, intuição, prática e existencial. Não depende de um fator e exclui os outros”. Todo o seu pensamento era uma refutação da "doutrina individualista, seja em suas orientações sociológicas ou metodológicas". Para ele, o homem era uma totalidade tanto em si quanto em relação ao seu entorno imediato, um ser social mas com dignidade própria, o que o aproxima do personalismo de Nikolai Berdyaev. Em sua visão, o papel principal da sociedade era moldar o ser por meio da noção calduniana de assabia (solidariedade), que, por meio de alguns traços comuns (geografia, língua, cultura) traz à tona o que há de melhor nele, mas sem oprimir as suas liberdades nem negligenciar o espiritual e o material, como presenciou em ideologias contemporâneas como o comunismo, o fascismo ou o nazismo. Assim, "o conceito de homem-sociedade é o eixo da teoria da existência humana de Saadeh. O que se entende por este conceito é que a existência no nível humano e a existência no nível social não são fenômenos independentes; ao contrário, eles são um fenômeno, dois aspectos da mesma essência social." 

### Nacionalismo
Saadeh tinha uma visão regionalista do nacionalismo porque dava extrema importância à geografia, ainda que não fosse um determinista geográfico, pensava que a relação do homem com o seu meio implicava uma forma particular de agir em função do clima, da fauna ou da flora diferentes; os homens irão gerir os seus recursos de forma diferente quer estejam nas montanhas ou no deserto, o que também terá consequências nas suas interações com grupos estrangeiros (sobre o controle dos mesmos recursos). Assim, a noção de pátria era importante para ele. Sobre o racialismo – que foi associado ao nacionalismo em muitas ideologias europeias -, “ele argumentou que, ao contrário da crença comum, a raça é um conceito puramente físico que nada tem a ver com as diferenças psicológicas ou sociais entre as comunidades humanas. As pessoas diferem por suas características físicas – cor, altura e aparência – e são, portanto, divididas em raças. O nacionalismo, no entanto, não pode ser fundado nessa realidade.

### Livros
- Nushu' al-Umam (A Ascensão das Nações), Beirute, 1938.
- An-Nizam al-Jadid (O Sistema Moderno), Beirute e Damasco, 1950–1956.
- Al-Islam fi Risalatein (Islã em suas duas mensagens), Damasco, 1954.
- Al-Sira' al-Fikri fial-Adab al-Suri (Conflito intelectual na literatura síria), 3ª edição, Beirute, 1955.
- Al-Muhadarat al-Ashr (As Dez Palestras), Beirute, 1956.
- Shuruh fi al-Aqida (Comentários sobre a Ideologia), Beirute, 1958.
- Marhalat ma Qabl al-Ta'sis (1921–1932) (A fase anterior à formação [do PSNS]), Beirute, 1975.
- Al-In'izaliyyah Aflasat (1947–1949), (O Isolacionismo foi à falência), Beirute, 1976.
- Mukhtarat fi al-Mas'alah al-Lubnaniyyah (1936–1943) (Seleções da Questão Libanesa), Beirute, 1976.
- Marahil al-Mas'alah al Filastiniyyah: 1921–1949 (Os Estágios da Questão Palestina), Beirute, 1977.
- Al-Rasa'il (Correspondências), Beirute, 1978–1990.
- A'da al-Arab A'da Lubnan (Inimigos dos árabes, inimigos do Líbano). Beirute, 1979.
- Al-Rassa'eel (Cartas), Beirute, 1989.
- Al-Islam fi Risalateih al-Masihiyyah wal Muhammadiyyah (Islã nas mensagens cristãs e maometanas), Beirute, 1995.